# Nikolaj Ivanovič Gnedič
Nikolaj Ivanovič Gnedič (Poltava, 1784 – San Pietroburgo, 1833) è stato un poeta russo.

## Biografia
Trascorse un'infanzia difficile e malinconica e si definì lui stesso <<orfano triste nel mondo>>.
Lavorò dapprima al Ministero della pubblica istruzione e poi alla Biblioteca nazionale di Pietroburgo, dove incontrò lo scrittore Krylov.
Raggiunse presto fama di ottimo traduttore di testi teatrali (Voltaire, Friedrich Schiller, Shakespeare). I suoi primi versi apparvero tra il 1804 e il 1805 suscitando vivo interesse per lo slancio libertario e la passione politica che li animavano. 
Maestro riconosciuto della "Giovane Generazione" (Aleksandr Puškin, Kondratij Fëdorovič Ryleev, Evgenij Abramovič Baratynskij), legò il suo nome alla traduzione, in esametri, dell'Iliade (1829), a cui lavorò circa vent'anni e che fu salutata, alla sua pubblicazione, come un avvenimento storico nella letteratura russa.
Come autore originale, risultò un esponente del poema idillico della scuola sentimentale.